# 단테 반차이르
단테 판제이르(Dante Vanzeir, 1998년 4월 16일 ~ )는 벨기에의 축구선수이다. 포지션은 공격수이다. 현재 벨기에 퍼스트 디비전 A 루아얄 위니옹에서 뛰고 있다.